# 三浦稜介
三浦 稜介（みうら りょうすけ、2001年7月16日 - ）は、日本のプロアイスホッケー選手。北海道苫小牧市出身。ポジションはフォワード。アジアリーグアイスホッケーのレッドイーグルス北海道に所属。

## 経歴
駒澤大学附属苫小牧高等学校から明治大学に進学。
2024年5月7日にアジアリーグアイスホッケーのレッドイーグルス北海道に入団。

## 詳細情報

### 背番号
- 16（2024年 - ）